# Максимович Микола Іванович
Мико́ла Іва́нович Максимо́вич (*Березень 1855 — †14 березня 1928) — український вчений-гідролог, інженер шляхів сполучення, архітектор.

## Життєпис
Максимовичі були нащадками старовинного українського роду.
Микола народився в Києві в березні 1855 року. Його батько, Іоан Петрович Максимович, був професором Київської духовної академії, де читав курс Старого Завіту і давньоєврейської мови. Мати — багата спадкоємниця Марфа Василівна.
Закінчив Другу київську гімназію (нині — бульвар Тараса Шевченка, 18). Неодноразово брав участь в любительських україномовних спектаклях, співав у хорі під керівництвом Миколи Лисенка.
Після гімназії вступив до Санкт-Петербурзького інституту інженерів шляхів сполучення, який закінчив у 1878 році. Отримав диплом інженера. Повернувся до Києва, де влаштувався на посаду молодшого виконроба в київському окрузі шляхів сполучення, працював над поглибленням і удосконаленням русла Дніпра. Згодом став старшим виконробом, інспектором судноплавства, начальником робіт.

### Будівництво
На початку 1880-х років, на прохання сестри, Антоніни Малишевської, збудував для неї житловий будинок на розі сучасних вулиць Терещенківської і Гетьмана Павла Скоропадського. Двоповерхову (частково триповерхову) будівлю оформив візерунком цегельної кладки (будинок нині має адресу — вулиця Терещенківська, 25; в кінці XIX століття його надбудували ще одним поверхом).
У 1882–1883 роках взяв участь в благодійному проекті — будівництві спеціального притулку зі школою для незрячих дітей. На гроші меценатів побудував двоповерховий будинок на розі сучасної вулиці Інститутської і Кріпосного провулка. Окрім житлових приміщень і навчальних кімнат, на другому поверсі розташовувалася будинкова церква Святого Павла. У березні 1884 року отримав за це перший орден — хрест Святого Станіслава III ступеня.
У 1886 році знову допоміг своїй сестрі з будівництвом. Антоніна Малишевська замовила архітектору Андрію Крауссу проект двоповерхового особняка в класичному стилі, а її брат — став відповідальним виконавцем будівельних робіт. В особняку були житлові та службові приміщення, з боку двору — тераса для відпочинку (зараз — це будівля на вулиці Леонтовича, 4; у 1935 році її надбудували третім поверхом, у 1990-ті — четвертим).
У 1888 році, за власним проектом, збудував двоповерховий будинок для себе і своєї сім'ї — нині це будівля на вулиці Богдана Хмельницького, 46. Фасад — зробив асиметричним. Пізніші власники забудували садибу масивними флігелями, але фасад будинку залишився практично без змін і донині. В будинку жив разом із дружиною Марією — дочкою відомого київського підприємця та біржовика Миколи Хрякова.
На початку 1890-х років — допоміг розширити школу-притулок для сліпих, надбудувавши на ній мезонін. А в квітні 1895 року — отримав за це орден Святого Станіслава II ступеня (зараз — це будівля на вулиці Інститутській, 29; за радянських часів над нею надбудували четвертий поверх, а церкву — ліквідували).
Спроектував і збудував в Києві річкову гавань, попередницю сучасного річкового порту. Проектно-кошторисні роботи велися в 1895–1897 роках . 6 липня 1897 року було офіційно закладено найбільшу в Російській імперії Києво-Оболонську річкову гавань. Будівництво тривало до 1899-го. Дно замуленої Оболонської затоки поглибили, береги підсипали і укріпили. Довжина нової гавані досягла майже двох кілометрів. Її урочисто назвали на честь імператора Миколи II, а поряд з нею, на Спаській вулиці, встановили обеліск (не зберігся).

### Дніпро і викладацька робота

Гавань київського яхт-клубу
листівка початку ХХ століття

Максимович допоміг створити яхт-клуб на Трухановому острові. Його заснували у 1887 році, а згодом — яхтсмени обрали Максимовича своїм командором. Яхт-клуб мав власний причал, майстерні, парк, кілька будинків (один із них у 1895 році клубу подарував Максимович).
Максимович ретельно вивчив водний режим Дніпра та його приток, неодноразово публікував свої дослідження. У 1894 році, на Міжнародному судноплавному конгресі в Гаазі, зробив доповідь французькою мовою про свої спостереження. У 1900 році, на Всесвітній виставці в Парижі, експонував свої матеріали по режиму Дніпра біля Києва, за що отримав від журі виставки золоту медаль.
Максимовича вважають основоположником наукових гідрологічних досліджень Дніпра та його басейну. Головна його праця — двотомне ілюстроване видання «Дніпро і його басейн», яке вийшло в Києві у 1901 році.
У 1899 році рада Київського політехнічного інституту запросила Максимовича викладати курс внутрішніх водних сполучень, а через рік — його затвердили виконуючим обов'язки професора КПІ на кафедрі будівельного мистецтва.

### Переїзд
У 1902 році — залишив Київ. Отримав призначення на посаду начальника Варшавського округу шляхів сполучення (1902–1906 роки).
З 1906 року — член інженерної ради та керуючий внутрішніми водними шляхами в Центральному управлінні Міністерства шляхів сполучення, дійсний статський радник.
У 1907 році — померла дружина, Марія Миколаївна.

### Повернення
У 1919 році — повернувся до Києва. Оселився у колишньому будинку своєї матері на вулиці Леонтовича, 6.
Українська Академія наук (УАН) обрала Максимовича головою гідрологічної секції. Одночасно, він відновив викладання в КПІ, а з 1922 року — став також професором Київського інституту народного господарства. Продовжував публікувати наукові праці з гідротехніки.
Заповнюючи чергову, останню в житті, анкету у 1927 році писав, що є штатним заслуженим професором, головою Гідрологічної секції при УАН, завідувачем секції водних шляхів Науково-дослідного інституту водного господарства України, що може викладати російською, українською мовами, а німецькою та французькою — читає і пише, що позапартійний, удівець, на утриманні — дочка (39 років), вдова лікаря; онука (10 років) та хворий інвалід небіж (49 років).
Помер — 14 березня 1928 року, не доживши кілька тижнів до 50-річного ювілею своєї інженерно-наукової та будівельної діяльності.